# Avoca, Iowa
Avoca là một thành phố thuộc quận Pottawattamie, tiểu bang Iowa, Hoa Kỳ. Năm 2010, dân số của thành phố này là 1506 người.

## Dân số
Dân số qua các năm:
- Năm 2000: 1610 người.
- Năm 2010: 1506 người.